# Visualizzazione dell'informazione

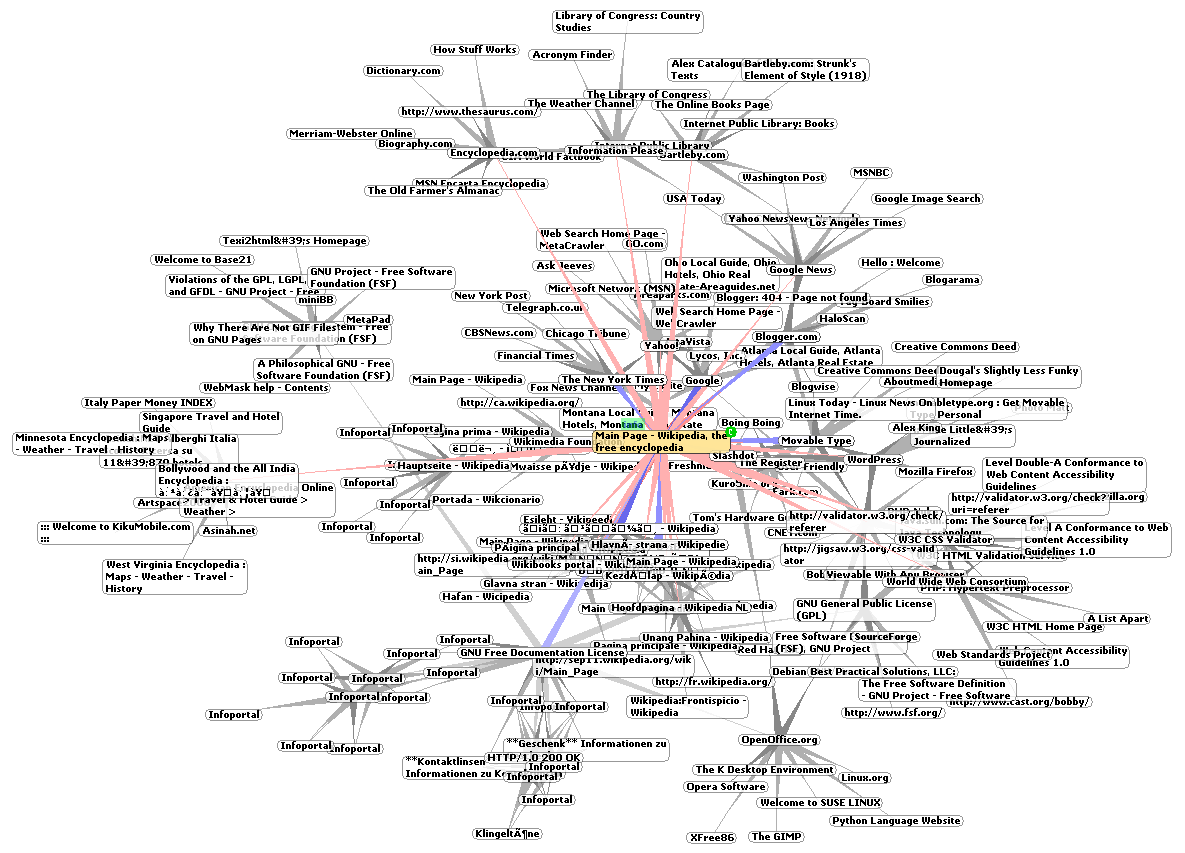
Rappresentazione grafica di una frazione del World Wide Web, mostrando gli iperlink

La visualizzazione dell'informazione è lo studio di rappresentazioni visuali (interattive) di dati astratti.
I dati astratti comprendono sia dati numerici che non numerici, come testi e informazioni geografiche. Tuttavia, la visualizzazione dell'informazione differisce dalla visualizzazione scientifica: "la visualizzazione dell'informazione è tale quando è scelta una rappresentazione spaziale, e si tratta invece di visualizzazione scientifica quando la rappresentazione spaziale è data".

## Panoramica
Il campo della visualizzazione dell'informazione è emerso "con la ricerca nell'interazione uomo-computer, nell'informatica, grafica, visual design, psicologia, e modelli di business. È stata ampiamente impiegata come un componente critico nella ricerca scientifica, librerie digitali, data mining, analisi dei dati finanziari, ricerche di mercato, controllo della produzione, e nella ricerca di nuovi farmaci".
La visualizzazione dell'informazione presume che "la rappresentazione visuale e le tecniche di interazione traggano vantaggio dall'ampiezza del percorso che va dall'occhio umano alla mente, per permettere agli utenti di vedere, esplorare, capire vaste quantità di informazioni in una volta. La visualizzazione dell'informazione si focalizza sullo studio di approcci per comunicare informazioni astratte in modi intuitivi.
L'analisi dei dati è una parte indispensabile di tutte le ricerche applicate e la risoluzione dei problemi, nell'ambito dell'industria. I più fondamentali approcci di analisi dei dati sono la visualizzazione (istogrammi, grafico di dispersione, grafico di superficie, tree maps, coordinate parallele, ecc...), la statistica (test di verifica d'ipotesi, analisi della regressione, analisi delle componenti principali, ecc...), data mining (regole di associazione, ecc...), e modelli di machine learning (clustering, classificazione, alberi di decisione, ecc...). In mezzo a questi approcci, la visualizzazione dell'informazione, o analisi visuale dei dati, è quello che più si affida alle abilità cognitive degli analisti, e consente l'emergere di intuizioni attuabili non strutturate, limitate solo dall'immaginazione e dalla creatività umane. L'analista non necessita di dover imparare alcun metodo sofisticato per essere in grado di interpretare i dati visualizzati. La visualizzazione è anche uno schema per generare delle ipotesi, che può essere, ed è tipicamente seguito, da analisi più analitiche o formali, in qualità di test di ipotesi statistiche.

## Storia
Nel 1786, William Playfair pubblicò la prima grafica da presentazione. È considerato colui che introdusse la rappresentazione grafica in statistica. Nella sua opera del 1786 presenta 44 grafici, di cui 43 rappresentano serie storiche e il 44-esimo pare essere il primo diagramma a barre affiancate. Nel 1801 introduce il cosiddetto diagramma a torta e altri modi di rappresentare graficamente i dati.
Nel 1858, Florence Nightingale scrisse un rapporto per il governo britannico, contenente una figura che possiamo considerare un esempio di visualizzazione delle informazioni. Si tratta di un "diagramma a rosa" che mostra la riduzione nel numero di morti negli ospedali militari in Scutari, verificatasi grazie ai cambiamenti che ella stessa apportò.

Nel 1931, dopo aver concluso che la mappa della Metropolitana di Londra lasciava a desiderare, Harry Beck, creò una nuova mappa. Essa descriveva la stessa rete di trasporti, ma era organizzata come il diagramma di un circuito elettrico e non ricercava l'accuratezza geografica. La Metropolitana di Londra all'inizio fu molto scettica riguardo alla nuova mappa.

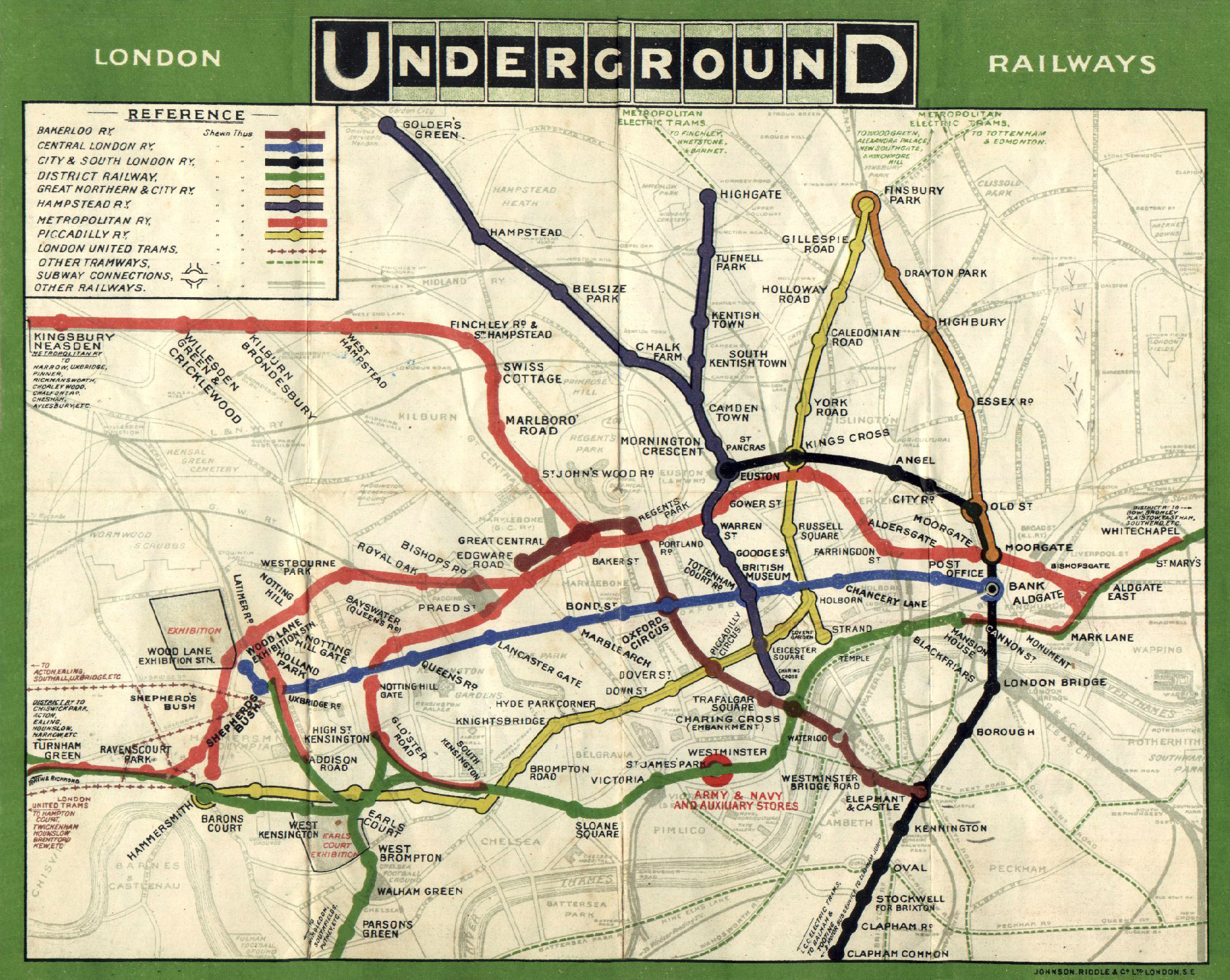
Mappa della metropolitana di Londra del 1908
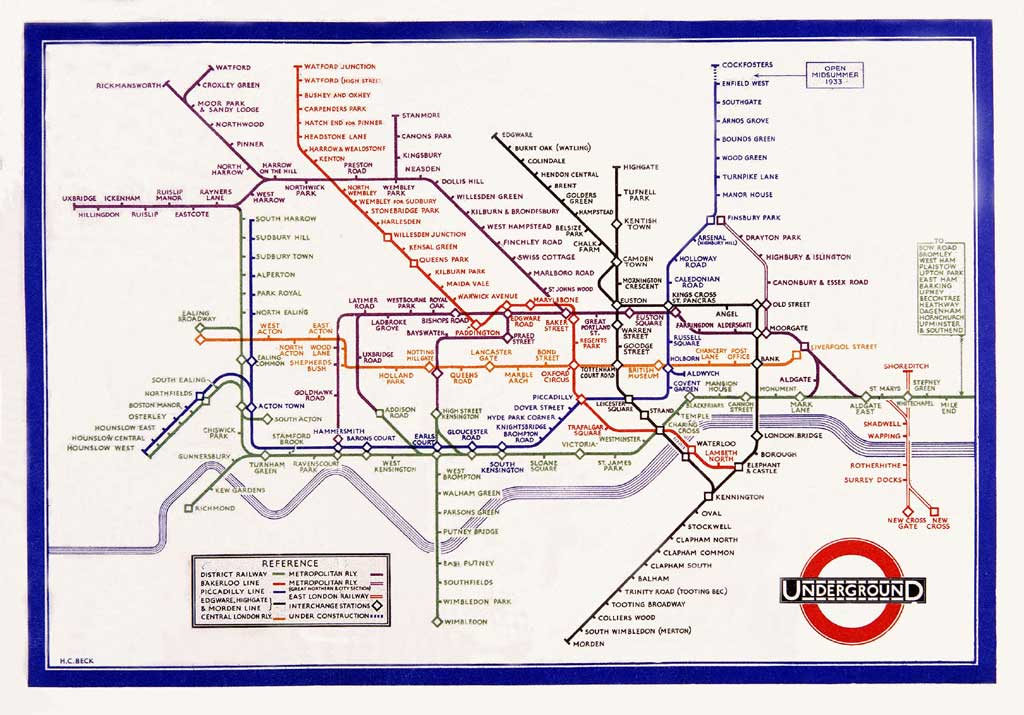
Mappa della metropolitana di Londra ideata da Beck nel 1932

Un altro classico nel campo della visualizzazione dell'informazione è fornito dal cartografo di Napoleone Bonaparte, Charles Joseph Minard, che rappresentò la marcia di Napoleone verso Mosca, e la sua ritirata, in un diagramma la cui interpretazione presenta dei problemi. La grafica comunque è notevole per la rappresentazione in due dimensioni di sei tipi di dati: il numero di truppe di Napoleone; distanza; temperatura; la latitudine e la longitudine; la direzione del viaggio; e la posizione relativa a specifici momenti.

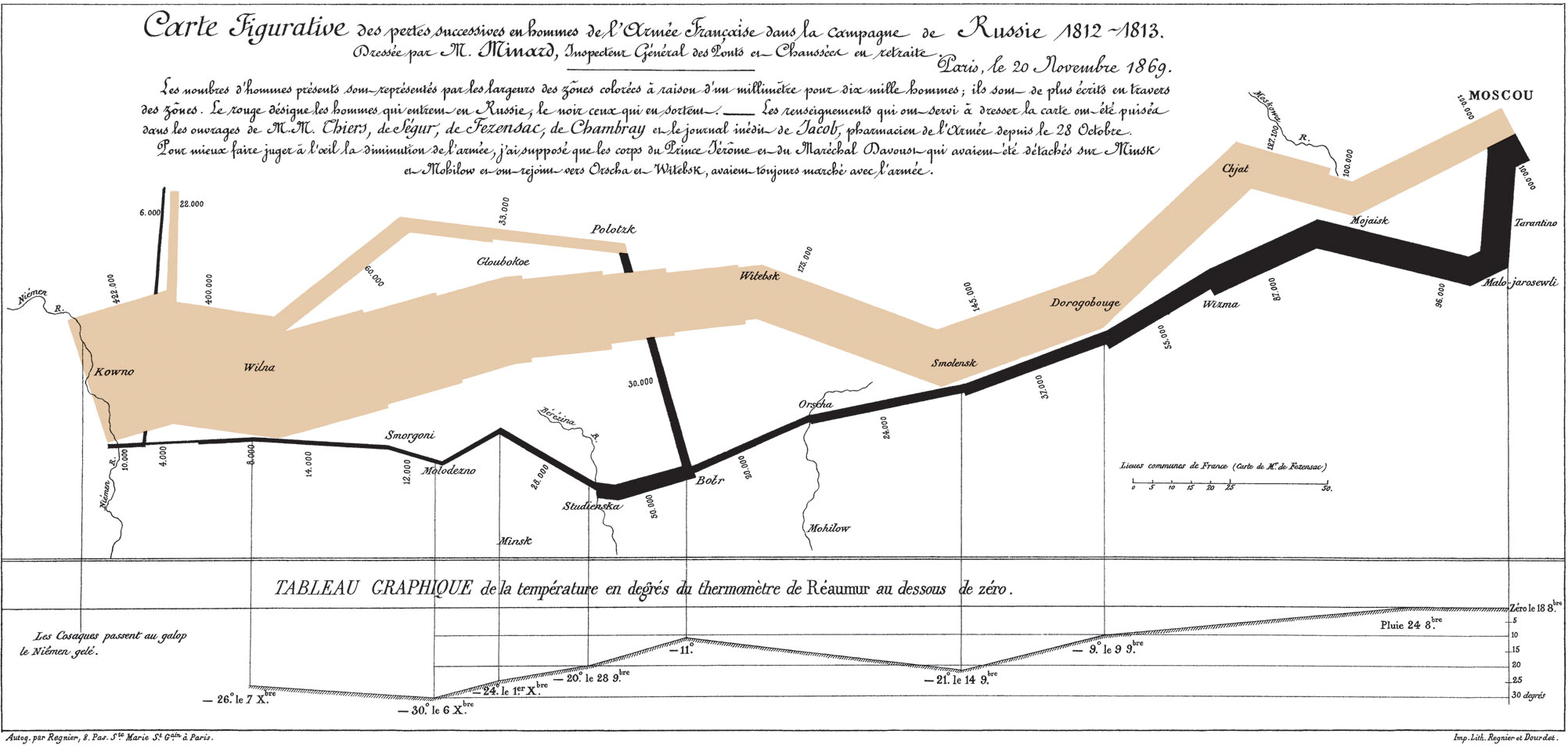
Mappa di Charles Minard della disastrosa campagna di Russia nel 1812.

Lo studio contemporaneo della visualizzazione inizia con la grafica computerizzata, che "è stata utilizzata fin dall'inizio per studiare problemi scientifici. Tuttavia, nei primi tempi la mancanza di potenza nelle grafiche spesso limitava la sua utilità. La recente enfasi nella visualizzazione iniziò nel 1987 con il numero speciale di Computer Graphics on Visualization in Scientific Computing. Da allora sono state fatte svariate conferenze e workshop, co-sponsorizzate dalla IEEE Computer Society e dall'ACM SIGGRAPH". Esse sono state rivolte ad argomenti generali di visualizzazione dei dati, visualizzazione dell'informazione e visualizzazione scientifica, e aree più specifiche come la visualizzazione del volume.

## Tecniche
- Cladistica
- Mappa concettuale
- Dendrogramma
- Modello di riferimento per la visualizzazione dell'informazione
- Raffigurazione di un grafo
- Mappa di calore
- Albero iperbolico
- Scaling multidimensionale
- Coordinate parallele
- Problem solving environemnt
- Treemap

## Applicazioni
Le intuizioni della visualizzazione dell'informazione sono applicate in aree come:
- Ricerca scientifica
- Librerie digitali
- Data mining
- Infografica
- Analisi dei dati finanziari
- Ricerche di mercato
- Controllo di produzione
- Criminografia
- eGovernance e Policy Modeling

## Organizzazioni
- International Symposium on Graph Drawing
- Panopticon Software
- Purdue Information Visualization Tools and Techniques (PIVOT Lab)
- University of Maryland Human-Computer Interaction Lab
- Vvi
- Macrofocus
- Mapjects Associative Visualization Software